# Gehnäll Persson
Pour les articles homonymes, voir Persson.
Gehnäll Persson, né le 21 août 1910 à Steneby et mort le 19 juillet 1976 à Köping, est un cavalier suédois de dressage. 
Aux Jeux olympiques d'été de 1952 à Helsinki et aux Jeux olympiques d'été de 1956 à Stockholm, il remporte la médaille d'or par équipe. 
Il participe aussi aux Jeux olympiques d'été de 1948 à Londres où l'équipe suédoise est d'abord médaillée d'or avant que leur titre ne leur soit retiré en 1949, Persson n'ayant pas un grade militaire suffisant pour participer à la compétition.